# Chusak Sribhum
Chusak Sribhum (Thai: วรวุฒิ ศรีมะฆะ, * 16. September 1976 in Saraburi) ist ein thailändischer Fußballtrainer.

## Karriere
Chusak Sribhum stand in seiner ersten Trainerstation vom 1. Januar 2017 bis 26. Februar 2017 beim Rayong FC unter Vertrag. Der Verein aus Rayong spielte in der zweiten thailändischen Liga. Vor dem Start der Liga wurde sein Vertrag wieder aufgelöst. Drei Monate später verpflichtete ihn der ebenfalls in der zweiten Liga spielenden Kasetsart FC. Für den Hauptstadtverein stand er bis Saisonende unter Vertrag. Am 1. Januar 2018 unterschrieb er einen Trainervertrag beim Muang Loei United FC. Der Verein aus Loei spielte in der vierten Liga, der Thai League 4. Hier trat er mit dem Verein in der North/Eastern Region an. Bei Muang Loei stand er bis zum 23. Juli 2018 unter Vertrag. Zur Rückrunde wechselte er in die dritte Liga, wo er sich dem JL Chiangmai United FC anschloss. Mit dem Klub aus Chiangmai trat er in Upper Region an. Am Ende der Saison wurde er mit JL Meister der Region und stieg in die zweite Liga auf. Direkt im Anschluss ging er zu seinem ehemaligen Verein Rayong FC. 2019 belegte er mit Rayong den dritten Tabellenplatz der zweiten Liga und stieg somit in die erste Liga auf. Bei Rayong stand er bis Ende Februar 2020 unter Vertrag. Anfang August 2020 verpflichtete ihn der Zweitligist Sisaket FC. Bei dem Verein aus Sisaket stand er vier Spiele an der Seitenlinie. Ende September 2020 verließ er den Verein nach nur fünf Wochen. Einen Monat später übernahm er das Traineramt beim Saraburi United FC. Der Verein aus Saraburi spielte in der dritten Liga. Hier trat der Klub in der Western Region an. 2022 feierte er mit Saraburi die Meisterschaft der Region. In den Aufstiegsspielen zur zweiten Liga konnte man sich nicht durchsetzen. Bei Saraburi stand er bis Saisonende 2021/22 unter Vertrag. Zur Beginn der Saison 2022/23 nahm ihn der Erstligaabsteiger Chiangmai United FC unter Vertrag. Ende August 2022 gab Sribhum seinen Rücktritt bekannt. Am 1. November 2022 nahm ihn sein ehemaliger Verein, der Zweitligist Rayong FC, unter Vertrag. Hier stand er bis Saisonende 2022/23 unter Vertrag. Im Juli 2023 verpflichtete ihn der Erstligist Sukhothai FC als Cheftrainer. Hier löste er Laksana Kamruen ab. Bei dem Erstligisten aus Sukhothai stand er bis 3. Oktober 2023 unter Vertrag. Zweit Tags später nahm ihn der Bangkoker Zweitligist Kasetsart FC unter Vertrag. Nach 16 Ligaspielen wurde er am 16. Januar 2024 entlassen.

## Erfolge
JL Chiangmai United FC
- Thai League 3 – Upper: 2018  ▲

Saraburi United
- Thai League 3 – West: 2021/22